# Открытое проектирование

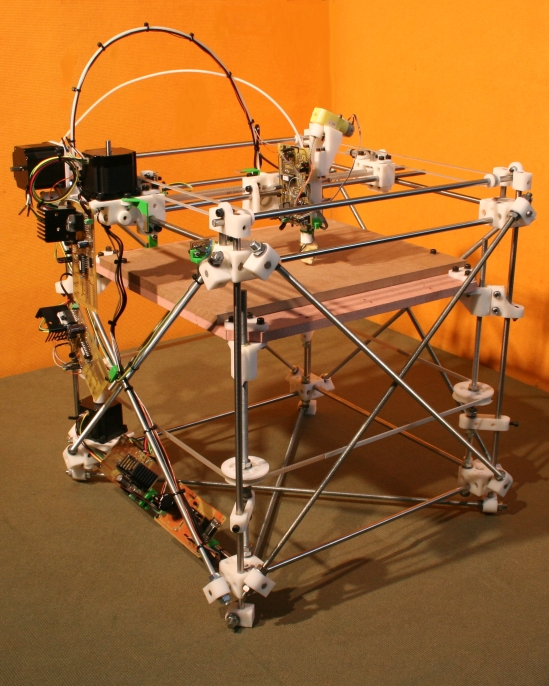
RepRap — 3D-принтер общего назначения, который не только может быть использован для создания структур на основе проектов с открытыми наработками, но и сам является проектом с открытыми наработками. RepRap разработан даже с возможностью копирования самого себя.

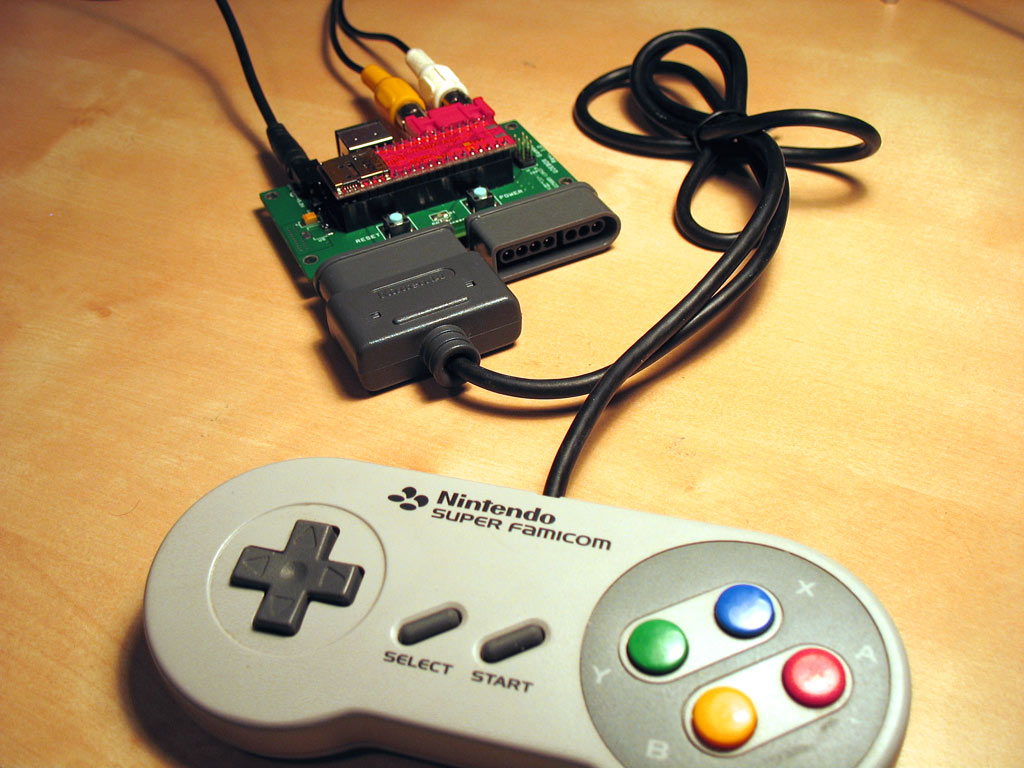
Uzebox — игровая видеоприставка с общедоступными наработками.

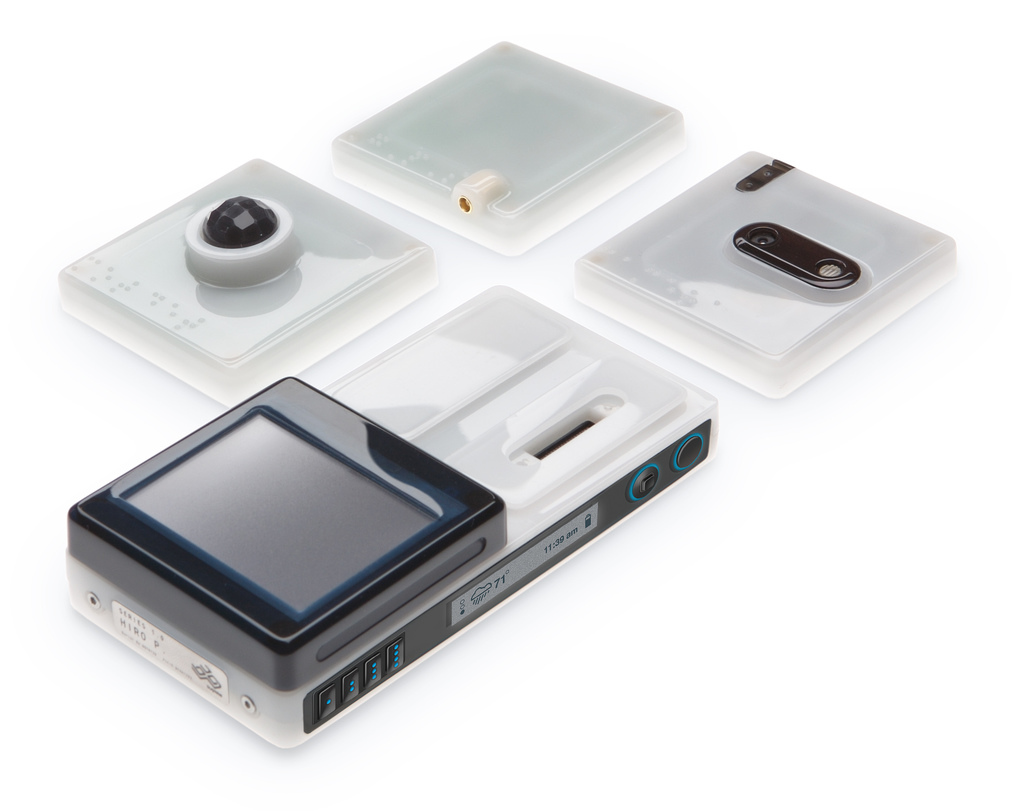
Открытая мобильная платформа от Bug Labs.

Открытое проектирование (англ. open design) — способ разработки и сопровождения эксплуатации физических изделий, а также машин и систем, путём использования публичной совместно используемой информации о конструкции. Процесс, как правило, идёт с использованием глобальной сети Интернет, лицензий Creative Commons и часто выполняется без монетизации вознаграждения. Цели и философия идентичны политике открытого кода, но применимо к разработке физических изделий, а не программного обеспечения.

## Корни движения открытого проектирования
Принципы открытого проектирования являются производными от принципов свободного программного обеспечения и политики открытого кода. В 1997 году Эрик С. Рэймонд (англ. Eric S. Raymond), Тим О’Рейли (англ. Tim O’Reilly) и Лэрри Августин (англ. Larry Augustin) придумали выражение «открытый код» в качестве альтернативы «свободному программному обеспечению», и в 1997 году Брюс Перенс (англ. Bruce Perens) опубликовал основные положения, соответствующие новому определению. В конце 1998 года доктор Сепер Киани (англ. Sepehr Kiani) (кандидат наук в машиностроении Массачусетского Технологического Института) понял, что разработчики аппаратуры также могут использовать в своей работе положения политики «открытого кода», и в начале 1999 года убедил доктора Рьян Вэллэнце (англ. Ryan Vallance) и доктора Сэмир Нэйфех (англ. Samir Nayfeh) в потенциальных преимуществах открытия и публикации наработок, используемых в приложениях проектирования устройств. Вместе они создали некоммерческую организацию — «Фонд открытого проектирования» (Open Design Foundation), в качестве устава которой и было решено определить основные положения открытого проектирования.
Идея открытого проектирования была принята на вооружение либо тогда же, либо впоследствии и другими командами конструкторов, а также — одиночными разработчиками. Принципы открытого проектирования тесно связаны с принципами разработки открытого аппаратного обеспечения (открытой платформы), которые появились в марте 1998 года, когда Ренойуд Лэмбертс (англ. Reinoud Lamberts) из Делфтского технического университета предложил на его сайте, посвящённом «микросхемам с открытым дизайном», создать сообщество разработчиков устройств и аппаратуры в духе сообщества разработчиков свободного программного обеспечения.

## Текущие направления развития открытого проектирования
Движение открытого проектирования в настоящее время имеет два направления развития. С одной стороны, люди уделяют своё время и применяют свои навыки для проектов общего блага, возможно там, где коммерческий интерес очень низок, а также несут пользу развивающимся странам, или способствуют распространению экологичных или более дешёвых технологий. С другой стороны, открытая разработка может обеспечить базу для разработки очень перспективных проектов и технологий, которые могут быть за пределами ресурсов одной компании или страны, а также привлечь людей, которые не могли бы сотрудничать без применения механизма копилефт. Существует также третье направление развития, объединяющее в себе два предыдущих для использования местных высокотехнологичных решений с целью устойчивого развития разработок.

## Открытое проектирование в сравнении с открытым исходным кодом
Движение в поддержку открытого проектирования ещё только зарождается, но уже имеет большой потенциал на будущее. В некотором отношении, разработка и конструирование более подходят для открытого и совместного развития проектов, нежели более общие проекты с открытым исходным кодом, так как 3D-модели и фотографии концептов чаще воспринимаются зрительно. Для плодотворного сотрудничества даже нет необходимости, чтобы участники проекта говорили на одном языке.
Однако есть определённые препятствия, которые необходимо преодолеть открытому проектированию, чтобы стать столь же распространёнными, что и свободное программное обеспечение. При разработке программного обеспечения применяются зрелые доступные и широко используемые инструменты, а стоимость копирования и распространения кода практически равна нулю. Создание, испытание и изменения физической конструкции не так просты ввиду финансовых, физических и временных затрат на создание материального изделия; хотя доступ к появляющимся в настоящее время гибким компьютеризированным технологиям изготовления макетов может существенно снизить сложность и усилия на создание прототипов (см. статью, посвящённую лаборатории производства Fab Lab).

## Организации, ведущие открытое проектирование

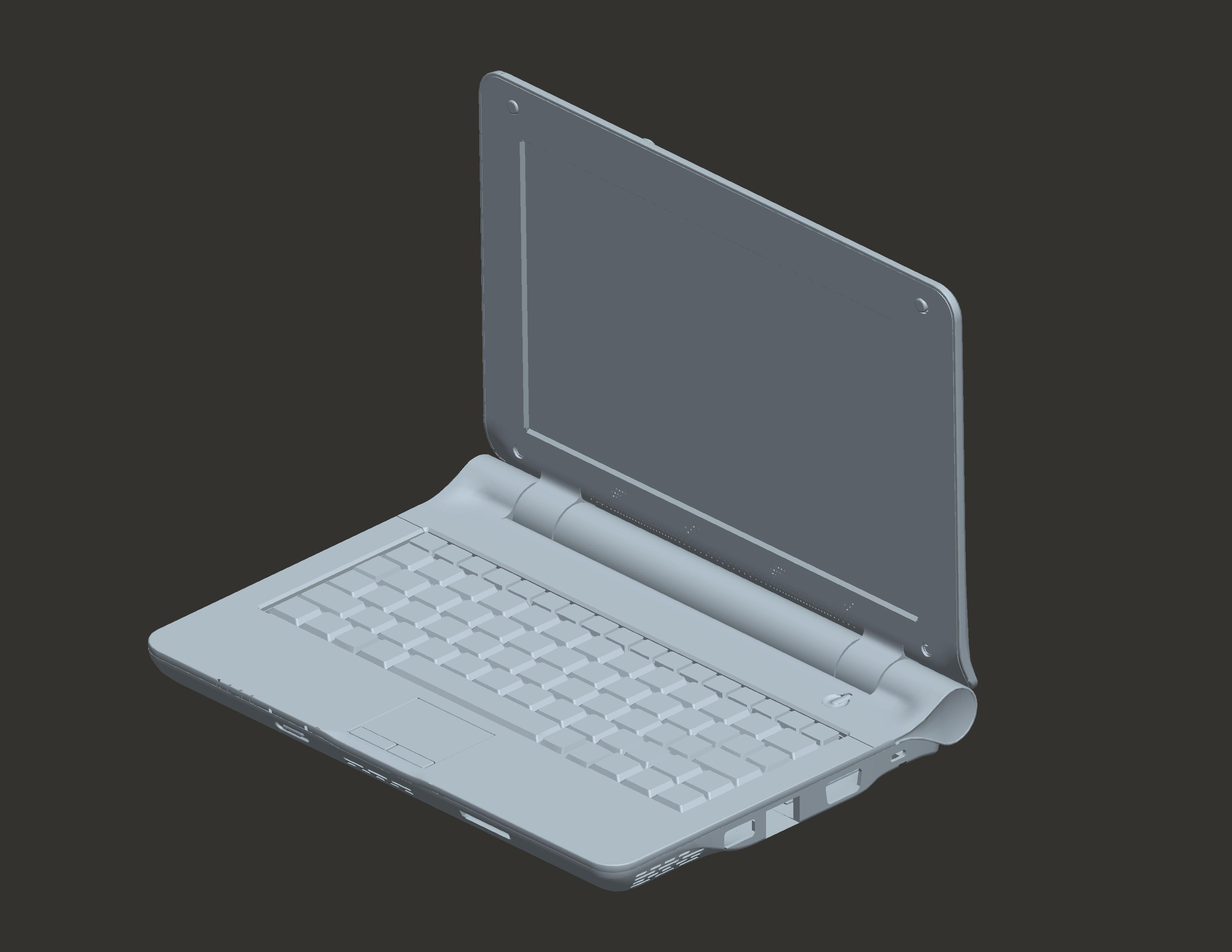
Эталонный проект VIA OpenBook в среде визуализации CAD.

Движение в поддержку открытого проектирования ещё слишком молодо и состоит из нескольких несвязанных или слабо связанных инициатив. Многие из участвующих в движении организаций являются одиночными, дотационными проектами, в то время как несколько команд сосредоточились на областях, требующих развития.
- Аппропедия
- VOICED[англ.]
- Instructables[англ.]
- Humane Informatics — проект разработки портативного компьютера за 20 долларов.
- VIA OpenBook — проект нетбука в формате CAD, распространяемый по лицензии Creative Commons Attribution Share Alike 3.0 Unported License.